# Крутовский, Владимир Михайлович
Влади́мир Миха́йлович Крутовский (25 января [7 февраля] 1856 — 9 января 1938) — русский и советский врач, публицист и общественный деятель, лидер левого крыла позднего сибирского областничества, губернский комиссар Временного правительства по Енисейской губернии.

## Семья
Родился 25 января 1856 года на золотом на прииске «Успенский» в Енисейском уезде Енисейской губернии.
Отец — Михаил Андреевич Крутовский (1824—1880), золотопромышленник, купец, выходец из крестьян Вязниковского уезда Владимирской губернии.
Мать — Елена Ивановна, неграмотная крестьянка родом из Тобольской губернии.
В Южно-Енисейском горном округе Крутовские владели золотыми приисками: «Калифорнийский», «Собственный», «Надежденский», «Михайло — Еленинский». В Красноярске М. А. Крутовский владел каменным двухэтажным домом (ныне ул. Каратанова, 11, «Усадьба Крутовских»), с 1868 года по 1876 год был старостой красноярского Воскресенского собора.
Зимой 1889 года в усадьбе Крутовских открылся Красноярский краеведческий музей. Семья Крутовских пожертвовала в фонды музея личные коллекции и большую часть своих книг в библиотеку музея.
Брат — Всеволод Михайлович Крутовский (30 декабря 1864 — 23 апреля 1945) — публицист, историк областничества, сибирской публицистики и периодической печати, а также разработчик стелющейся формы плодоводства и основатель первого в Сибири учреждения опытного плодоводства (Красноярская плодово-ягодная опытная станция).
Жена — Лидия Симоновна Крутовская (урожд. Гоштовт), выпускница Бестужевских курсов.

## Образование
Владимир Михайлович в 1876 году окончил Красноярскую гимназию. В 1876—1881 году учился в С-Петербургской медико-хирургической академии. Участвовал в народнических кружках, входил в сибирское студенческое землячество. Был близко знаком с Н. Ф. Анненским, П. Ф. Якубовичем, А. И. Иванчиным-Писаревым, входил в ближайшее окружение редакции «Русского богатства».

## Профессиональная деятельность в Красноярске
После окончания учёбы в 1881 году вернулся в Сибирь и работал окружным врачом в Ачинске, переведён на должность красноярского окружного сельского врача, с 1883 года младший врач Красноярской городской больницы. В 1882 году привлекался губернским управлением по делу о местном отделе Красного креста «Народной воли» за содействие побегам политических ссыльных из городской тюрьмы.
В 1884 году вместе с женой переехал в Санкт-Петербург. Квартира Крутовских использовалась народовольцами для конспиративных встреч. 12 февраля 1885 года Крутовский был арестован по делу Петербургской группы «Народной воли» (процесс Емельяновой, Саловой, Якубовича-Мельшина и других). Выслан в Красноярск под надзор.
Работал ординатором хирурга в Красноярской городской больнице. Со второй половины 1890-х по 1905 год Крутовский, занимал должность помощника врачебного инспектора, продолжая заниматься врачебной практикой. Оказывал помощь политзаключённым, и в 1905 году из-за подозрений в политической неблагонадёжности Крутовскому было предложено уйти в отставку. Крутовский занялся частной врачебной практикой.
Одним из первых в Сибири начал оказывать населению офтальмологическую помощь — провёл несколько тысяч глазных операций. В июне 1885 года по инициативе Крутовского была открыта бесплатная лечебница для бедных. Крутовский долгое время исполнял обязанности заведующего лечебницей.

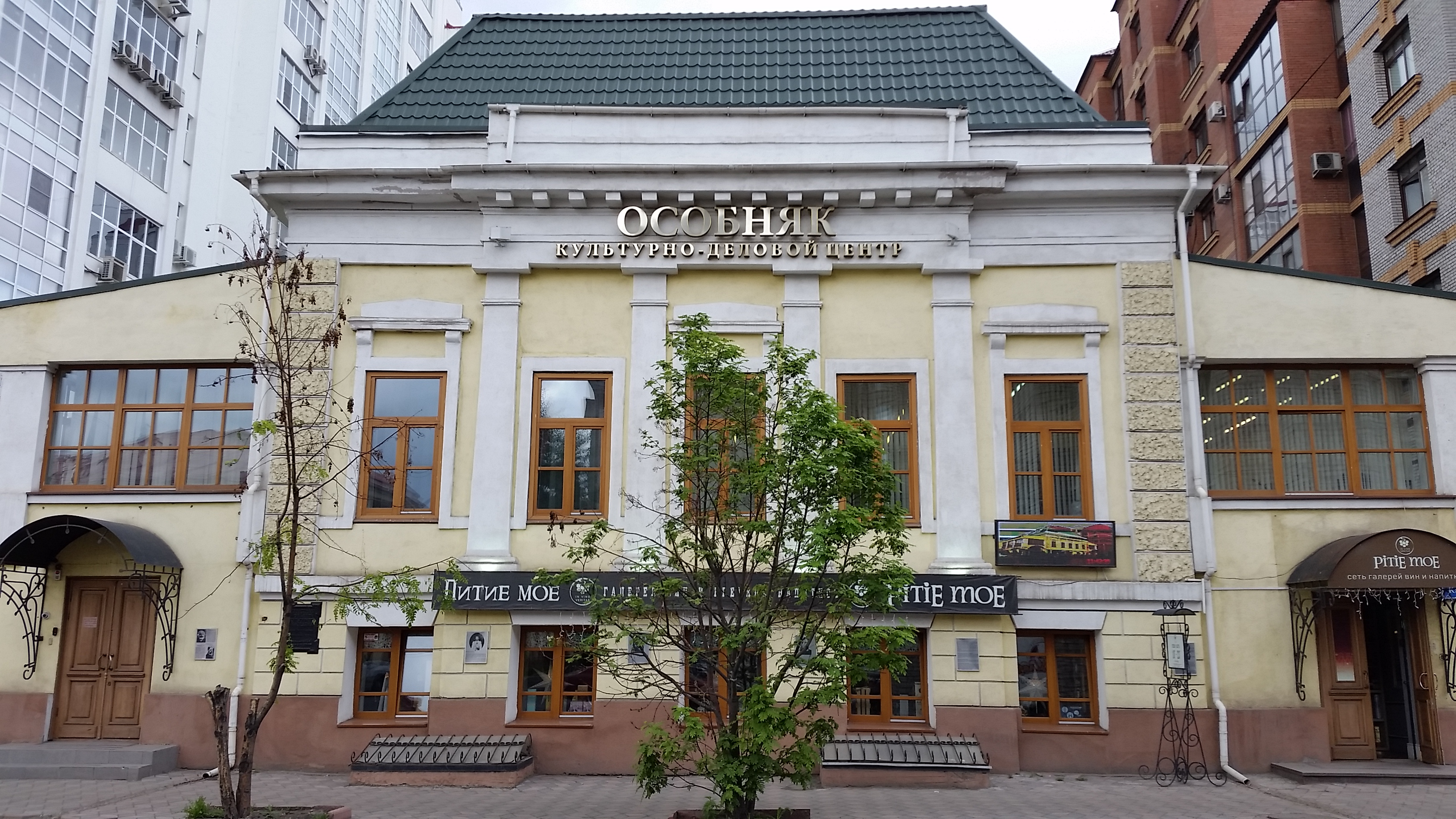
Дом бывшей усадьбы Крутовских

В сентябре 1886 года Крутовский вместе с П. И. Рачковским создали «Общество врачей Енисейской губернии». Крутовский работал секретарём и библиотекарем общества. В 1889 году в Красноярске официально открылась по предложению Крутовского бесплатная Красноярская женская фельдшерская школа. В школе действовал марксистский кружок, организованный П. А. Красиковым. «Общество врачей» также открыло хирургический блок, аптеку и бесплатную лечебницу.
В 1891 году выступает с докладом «Предварительные данные к вопросу о влиянии условий жизни и работы на золотых приисках на физическое здоровье рабочих». Губернское жандармское управление признало, что доклад носил политический характер.
В 1896 году в Томске была издана книга Вл. М. Крутовского «Озеро Шира как местный лечебный курорт». Общество врачей активно изучало лечебные свойства солёных озёр на юге Енисейской губернии. В 1912 году Владимир Михайлович совершил поездку по озёрам Западной Европы — Крутовский интересовался курортным делом. По предложению Крутовского был организован «Комитет для помощи бедным больным на озере Шира».
В 1898 г. стал статским советником.

## Общественно-политическая деятельность до 1917 года
Вместе с женой был почитателем либерального народника Н. К. Михайловского и длительное время состоял с ним в переписке. В партийном отношении до Февральской революции объявлял себя беспартийным демократом, позднее причислял себя к народовольцам. В то же время был активным сторонником областничества, был его идеологом и входил в ближайшее окружение Г. Н. Потанина. 20 мая 1905 г. на заседании «Общества врачей» в Красноярске он предложил идею общей для всей Сибири думы, позднее возглавил местный отдел Сибирского областного союза.
С нач. 1880-х гг. публиковался в таких газетах как «Восточное обозрение», «Сибирь», «Сибирская газета», «Сибирская жизнь», «Енисей» и др.
С 1883 по 1918 год неоднократно избирался гласным Красноярской городской думы. По инициативе Крутовского городская дума приняла решение о создании комитета помощи переселенцам, Общества попечения о начальном образовании и краеведческого музея, Санитарного комитета и т. д.
В. М. Крутовский ехал в одном купе с В. И. Лениным, когда тот отправлялся в ссылку. Крутовский по просьбе А. М. Калмыковой помог Ленину получить медицинское заключение по которому тот был отправлен не на север Енисейской губернии, а в село Шушенское. Также Крутовский помог Ленину получить рекомендацию для работы в библиотеке Юдина.
В 1901 году Крутовский совместно с Г. Н. Потаниным учредили Красноярский подотдел Русского географического общества.
В 1902—1905 годах Владимир Михайлович сотрудничал в иркутской газете «Восточное обозрение». Писал для газеты «Сибирская газета».
В 1903 году Крутовский начал издание первой в Сибири медицинской газеты «Сибирские врачебные ведомости». В 1907 году газета была закрыта по распоряжению генерал-губернатора. Владимир Михайлович пишет статьи для «Труды Общества врачей». Работает директором и преподавателем в фельдшерско-акушерской школе.
В 1906 году избран выборщиком в I Государственную думу по красноярскому списку объединённых прогрессистов.
В 1906 году иркутский генерал-губернатор А. Н. Селиванов выслал Крутовского из Сибири, как политически не благонадёжного. В 1909 году Крутовский нанялся статистиком в переселенческую экспедицию в Уссурийском крае. Из Уссурийска вернулся в Красноярск.
В 1916—1919 гг. издаёт в Красноярске литературный ежемесячный общественно-политический журнал «Сибирские записки», имевший ярко выраженную областническую окрску.

## Революция и гражданская война в Сибири
В начале марта 1917 года (после Февральской революции) избирается председателем Красноярского исполнительного коалиционного комитета. Через некоторое время Временное правительство назначило Крутовского на должность губернского комиссара — полномочного представителя Временного правительства с правами упразднённого губернатора. Крутовский вместе с Г. Б. Патушинским организовали в Красноярске отделение Союза сибирских областников-автономистов.
В октябре 1917 года Крутовский был председателем Первого сибирского областного съезда в Томске. 29 октября 1917 года в Красноярске была провозглашена Советская власть и Крутовский был низложен с поста губернского комиссара, а 4 ноября арестован за организацию сопротивления новым властям. В период выборов в Учредительное собрание красноярские областники шли отдельным списком от губернии, но получили всего 250 голосов. Во второй половине декабря 1917 года Крутовский арестован большевиками за участие в Чрезвычайном Сибирском областном съезде (декабрь 1917), который отказался признать решения Второго Всероссийского съезда Советов и провозгласил автономию Сибири в составе России.
В ночь с 25 на 26 января 1918 года Крутовский без своего ведома был избран в правительство Дербера министром здравоохранения на подпольном заседании Сибирской областной думы в Томске. В конце мая 1918 года освобождён из тюрьмы (по другим сведениям 27 января 1918).
После падения Советской власти в Сибири занимает пост Министра внутренних дел в образованном 30 июня Временном Сибирском правительстве и заместителя председателя совета министров ВСП. В работе ВСП участия практически не принимал, но вместе с М. Б. Шатиловым и Г. Б. Патушинским был сторонником его ориентации на Сибирскую областную думу (по другим сведениям, ни с кем не блокировался). В конце августа «по состоянию здоровья» самоустранился от дел и уехал в Красноярск. В 10 сентября П. В. Вологодский уговорил Крутовского вернуться в ВСП.
Крутовский вместе с Н. Н. Козьминым и А. Е. Новоселовым вернулся в Омск и замещал премьера правительства. В Омске столкнулся с сопротивлением И. А. Михайлова и его сторонников, настроенных на установление диктатуры. В связи с этим был замешан в неудачной попытке эсеров получить контроль над ВСП. Однако в ночь на 21 сентября 1918 года был арестован вместе И. А. Якушевым, М. Б. Шатиловым, А. Е. Новоселовым по обвинению в попытке государственного переворота. Это был 15 арест в жизни Крутовского. 23 сентября 1918 года под угрозой расстрела вышел в отставку и немедленно уехал в Красноярск.
В Красноярске встал в оппозицию режиму А. Колчака. Подготовил к печати из личных архивов «Письма Н. М. Ядринцева к Г. Н. Потанину из Шенкурска», в 1919 году издал «Сборник избранных статей, стихотворений и фельетонов» Н. Ядринцева.

## Садоводство
Владимира Михайловича нередко путают с его братом — Всеволодом Михайловичем, который так же занимался общественной и политической деятельностью, но в историю вошёл как создатель сада под Красноярском. В течение многих лет он акклиматизировал, выводил и распространял в регионе плодово-ягодные, декоративные и овощные культуры. Писал статьи по садоводству и огородничеству.
В устье реки Лалетиной сохранилось здание его дачи и остатки сада.

Владимир Михайлович Крутовский, однако, тоже имел свой сад и писал статьи по садоводству. См., например, статьи, в которых Владимир Михайлович Крутовский говорит о судьбе и состоянии садов Енисейской губернии во второй половине 1920-х годов.

Красноярский базовый медицинский колледж имени В. М. Крутовского

## Большевистская власть
После восстановления большевистской власти в Сибири занимался медицинской практикой, был преподавателем и директором фельдшерской школы, руководил врачебным обществом.
В 1920 году (по другим данным, в 1919) большевики закрыли журнал «Сибирские записки». В 1928 году после многочисленных проверок Крутовский отстранён от должности директора фельдшерской школы. До 1938 года продолжал преподавать в фельдшерской школе. Арестован 30.03.1938. Умер 09.12.1938 в Красноярской тюремной больнице от слабости сердечной деятельности.
Брат, Всеволод Михайлович был также арестован в 1938 г. по обвинению в антисоветской деятельности, в 1940 г. — освобождён «за недостаточностью предъявленного обвинения». После освобождения Всеволод Михайлович продолжал опытные работы в Лалетинском филиале. Скончался Вс. М. Крутовский 23 апреля 1945 г. и был похоронен на территории сада. Памятник установлен его женой, А. Н. Птициной — Крутовской.
http://naov.ru/upload_files/objects/articles/prev/74_14632064892.jpg

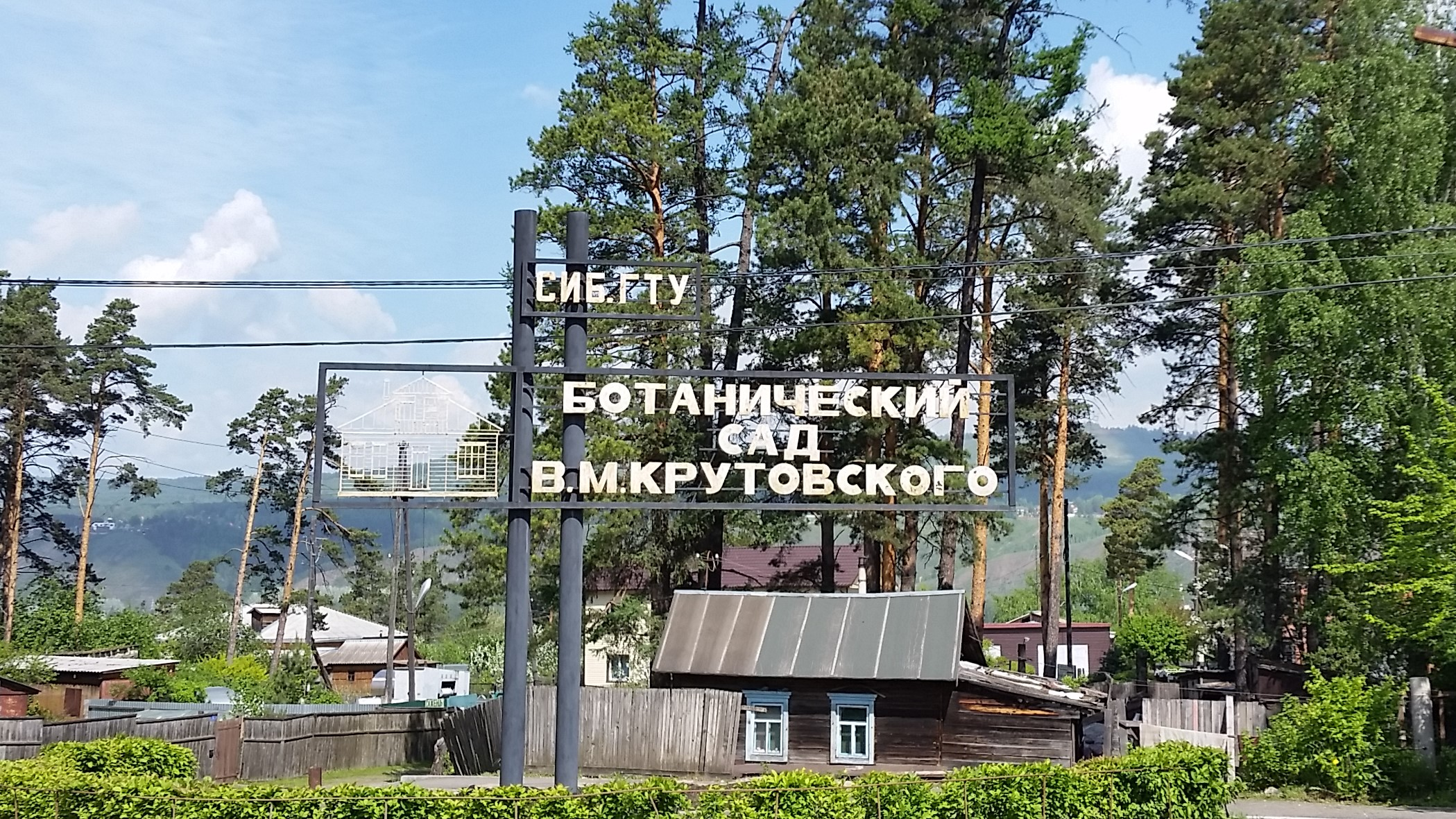

## Память
В 1989 году Красноярскому базовому медицинскому училищу № 1 (бывшая акушерско-фельдшерская школа) присвоено имя Крутовского. На одном из зданий установлена мемориальная доска. В городе Красноярске есть улица, носящая имя Вл. М. Крутовского. Сохранился также и сад Вл. М. Крутовского, носящий его имя.
В коттеджном посёлке, входящем в городскую черту города Красноярска, одной из улиц присвоили имя Владимира Крутовского.